# Manometar
Manometar (franc. manomètre, prema grč. μανός: tanak, rijedak) ili tlakomjer je mjerni instrument za mjerenje tlaka plinova, para ili tekućina. Ovisno o namjeni, koriste se i drugi nazivi: vakuummetar služi za mjerenje niskih tlakova, barometar za mjerenje atmosferskoga tlaka, diferencijski manometar mjeri razlike tlaka, i tako dalje. Prvo poznato mjerenje tlaka izveo je 1643. E. Torricelli i pritom utvrdio da atmosferski omotač tlači Zemlju toliko, koliko na jednaku ploštinu tlači i živin stupac visine 760 mm.
Manometri se mogu podijeliti na tri skupine, ovisno o mjernom osjetilu tlaka: hidraulične, mehaničke i električne manometre, a svaka od tih skupina obuhvaća niz različitih izvedaba. Hidraulična osjetila tlaka najtočnija su i najstabilnija, iako pri primjeni nisu tako prikladna kao mehanička. Hidraulični su manometri najčešće cijevi savijene u obliku slova U (U-manometar), punjene nekom tekućinom (na primjer živom, vodom, mineralnim uljem, špiritom). Mjerenje se izvodi dovođenjem različitih tlakova na otvore cijevi. Sile koje djeluju na površinu tekućine u lijevom i desnom kraku razlikuju se pa se zbog toga tekućina pomiče u smjeru manjega tlaka sve dok stupac tekućine nastao razlikom razina tekućina u krakovima svojom težinom ne uspostavi ravnotežu sila. Visina toga stupca mjera je razlika tlakova dovedenih na otvore cijevi. Mehanička osjetila tlaka djeluju na temelju ovisnosti između elastične deformacije posebno izvedenih osjetila i tlaka. Najčešće se primjenjuju pri industrijskim mjerenjima i u regulacijskim krugovima. Električna osjetila tlaka gotovo isključivo služe za mjerenje vrlo niskih ili vrlo visokih tlakova. 
U medicini, tlakomjerima se mjere pojedine organske funkcije i stanja koja su važna u dijagnostici nekih bolesti. Mjerenje sistoličkog i dijastoličkoga tlaka važno je u dijagnostici arterijske hipertenzije, mjerenje očnoga tlaka važno je za dijagnozu glaukoma i drugo.

## Podjela tlakomjera ili manometara
Manometar ili tlakomjer može biti:
- otvoreni manometar. Tlak plina potisnut će tekućinu u jednom kraku cijevi tako da se u drugom digne. Razlika visina tekućine h u oba kraka daje pretlak odnosno podtlak, to jest iznos za koliko je tlak veći ili manji od vanjskog tlaka (obično atmosferski tlak), i to u mm stupca tekućine kojom kojom je manometar punjen. Za manje tlakove manometar se puni vodom, a za veće živom.
- zatvoreni manometar. Ovaj manometar ima jedan krak cijevi zatvoren i služi za mjerenje većih tlakova. U zatvorenom kraku nalazi se zrak pod običnim atmosferskim tlakom. Tlak se mjeri promjenom obujma (volumena) zraka, to jest prema Boyle-Mariotteovu zakonu. Skala je kod zatvorenog manometra nejednolika, brojke su za vrlo velike tlakove smještene gusto jedna do druge.
- metalni manometar. U primjeni se najviše upotrebljavaju za mjerenje tlaka metalni manometri, načinjeni poput aneroida i manometri s Burdonovom cijevi. Metalni ili kovni manometri upotrebljavaju se kod parnih kotlova, kod rezervoara za rasvjetni plin, na čeličnim bocama za komprimirani kisik i drugdje.
  - kod metalnog manometra s membranom tlak plina potiskuje metalnu membranu čije se pomicanje prenosi na kazaljku. Ova na skali umjerenoj (baždarenoj) u paskalima (ponekad bar) pokazuje tlak.
  - kod manometra s Burdonovom cijevi tlak plina djeluje na unutarnje stijenke elastične kovinske cijevi (Bourdonova cijev) i nastoji je ispraviti, jer je vanjska stijenka veće površine, pa na nju djeluje i veći tlak. Gibanje cijevi prenosi se na kazaljku.[2]

## Vakuummetar
Vakuummetar je mjerni instrument za mjerenje niskih i vrlo niskih tlakova.

### U-cijev
U-cijev najjednostavniji je vakuummetar, to je cijev u obliku slova U punjen živom, nalik je na hidraulični manometar, s time da otvoreni kraj cijevi nije izložen atmosferskomu tlaku nego tlaku u posudi u kojoj se određuje vakuum.

### McLeodov vakuummetar
McLeodov vakuummetar (1874.) zasniva se na mjerenju razine žive, ali se kod njega nadtlakom kompenzira podizanje razine žive izazvano podtlakom (vakuumom).

### Bourdonov vakuummetar
Bourdonov vakuummetar u osnovi je aneroid spojen na vakuumsku posudu.

### Piranijev vakuummetar
Piranijev vakuummetar (1906.) vrsta je vakuummetra s odvođenjem topline. Služi za mjerenje tlaka do 0,1 Pa. Osnovu mu čini tanka žica (najčešće platinska) spojena u Wheatstoneov most ili neki drugi sklop za određivanje električnog otpora. Kod niskih tlakova, kada srednji slobodni put čestica postane jednak promjeru cijevi u kojoj se žica nalazi ili veći, odvođenje topline sa žice postaje razmjerno toplinskoj provodnosti plina, a ona je razmjerna njegovu tlaku.

### Penningov vakuummetar
Penningov vakuummetar (1937.) uređaj je s takozvanom hladnom katodom, te mjeri tinjavi izboj u međukatodnom prostoru koji podržava magnetsko polje. Pojava izboja ovisi o tlaku i jakosti magnetskoga polja pa se promjenama magnetskog polja i registracijom izboja mogu mjeriti tlakovi do 10–4 Pa.

### Triodni vakuummetar
Triodni vakuummetar s vrućom katodom u osnovi je trioda otvorom spojena s vakuumskom posudom. Elektrone emitirane iz žarne niti privlači rešetka na višem potencijalu, a nakon prolaska kroz rešetku elektroni ulaze u obrnuto električno polje, što ih tjera na titranje i sudaranje s molekulama plina, te na ioniziranje. Pozitivni ioni plina uhvaćeni na negativno nabijenom kolektoru stvaraju malu električnu struju razmjernu količini čestica plina. Mjerno je područje toga vakuummetra 10–1 do 10–6 Pa.

### Bayard-Alpertov ionizacijski vakuummetar
Bayard-Alpertov ionizacijski vakuummetar u osnovi je triodni vakuummetar u kojem je kolektor iona tanka žica unutar spiralne rešetke. Ovisno o finoći konstrukcije, taj vakuummetar može mjeriti tlakove do 10–10 Pa.

## Vanjske poveznice
|  | Zajednički poslužitelj ima još gradiva o temi Manometar |